# Деянг, Мишель
Мишель Деянг (англ. Michelle DeYoung, 1968, Гранд-Рапидс, штат Мичиган) — американская оперная и концертная певица (меццо-сопрано).
Закончила учебную программу Метрополитен-опера для молодых артистов, победила на прослушивании Национального совета Метрополитен-опера в 1992. Бакалавр (2009) и доктор (2010) изящных искусств Калифорнийского университета в Нортридже.
Выступала на крупнейших сценах мира с оркестрами под руководством Пьера Булеза, Джеймса Ливайна, Даниэля Баренбойма, Кента Нагано, Колина Дэвиса, Леонарда Слаткина и другими. Пела в операх Моцарта (Идоменей), Вагнера (Кольцо Нибелунга, Парсифаль, Тангейзер, Тристан и Изольда), Берлиоза (Троянцы, Осуждение Фауста), Амбруаза Тома (Гамлет), Верди (Аида, Дон Карлос), Стравинского (Царь Эдип), Бартока (Замок герцога Синяя Борода), Бриттена (Поругание Лукреции, Смерть в Венеции), Пуленка (Диалоги кармелиток), Тан Дуна (Первый император), симфонических сочинениях Малера, Джона Корильяно, исполняла вокальные сочинения Вагнера, Листа, Дюпарка, Малера, Рихарда Штрауса, Шёнберга, Картера, Джона Адамса.
Лауреат премии Мариан Андерсон (1995), трёх премий «Грэмми» (2001, 2003).